# The Academy Is...
The Academy Is… foi uma banda de rock que surgiu em Hoffman Estates, Illinois, subúrbio de Chicago. O nome original da banda era "The Academy", mas acrescentaram o "Is..." em 2004, uma vez que já existia outra banda com esse nome.
A banda surgiu quando em 2000 William Beckett e Mike Carden, de bandas rivais, se juntaram e começaram a tocar um som indie-emo. Depois veio o baixista Adam Siska junto com um segundo guitarrista e um baterista para gravar um EP em 2004 para a gravadora LLR Recordings. Com muita sorte, Pete Wentz do Fall Out Boy ouviu o lançamento e trouxe a banda para tocar para sua gravadora. Eles foram super-bem recebidos pela gravadora Fueled By Ramen.
Tiveram como influência bandas como U2, Weezer, Pink Floyd e The Smashing Pumpkins.   

## Fim da banda
No dia 08 de outubro de 2011, a banda anunciou seu fim em seu site oficial.  
"Depois de nove anos e três álbuns, The Academy Is... decidiu seguir caminhos diferentes. Começamos em 2003 como três jovens amigos do subúrbio de Chicago com o sonhos de criar músicas que significassem algo para nós. Sonhos de deixar o subúrbio pra trás e ver todas as lindas coisas que o mundo tem a oferecer. Sonhos de fazer a diferença na vida de outros. Agora é 2011, e olhamos de volta para os álbuns que fizemos, os shows que tocamos, os lugares que fomos. As pessoas que conhecemos. The Academy Is... deixou a sua marca. Celebramos as experiências do nosso passado, assim como damos boas vindas para o que está por vir. Enquanto nós nunca conseguimos fazer as coisas fáceis para nós mesmos, é seguro dizer que temos sempre encontrado um terreno em comum em nosso amor pela música. E mesmo que não estejamos juntos, você pode procurar ouvir novas músicas de cada um de nós. A música que fizemos juntos é nosso presente para você. A partir de agora, The Academy Is... pertence a você. Sinta-se livre para ouvir. Ouça o quão alto quiser. 
Sua, The Academy Is..."
No dia 12 de setembro de 2015  a banda se reuniu para um show comemorativo dos 10 anos do álbum Almost Here.
Após o fim da banda William Beckett (que era o principal vocalista) seguiu carreira solo. 

## Membros
- William Eugene Beckett Jr. – vocal principal (2003 - 2015)
- Adam "Sisky" Taylor Siska – baixo, vocal (2003 - 2011)
- Michael Carden – guitarra base, vocal (2003 - 2011)

### Ex-membros
- Mike DelPrincipe – bateria
- Adrian LaTrace Jr. – guitarra
- Tom Conrad – guitarra
- Andrew "The Butcher" Bishop Mrotek – bateria (2004 - 2011)
- Michael Guy "Chizz" Chislett – guitarra solo, vocal (2006 - 2011)

## Discografia

### Álbuns de estúdio
- Almost Here (2005)
- Santi (2007)
- Fast Times at Barrington High (2008)

### EP
- The Academy (2004, antes de adicionarem o "Is...")
- From the Carpet (2006)
- "Lost In Pacific Time" (2009)

### Singles sem álbum
- "Superman" – realizado em Sound of Superman (2006)
- "Mayonnaise" - realizado em Tributo MySpace para The Smashing Pumpkins (2007)
- "Creep" - realizado em AOL Sessions Under Cover (2007)
- "Black Mamba (Teddybears Remix)" - realizado em Snakes on a Plane: The Album (2006)
- "Memento Mori" - realizado em Demonstration (The Academy two-track demo) (2004)

### Aparecimento de compilação
- Warped Tour 2008 Tour Compilation (2008), com "Same Blood"

## Vídeografia
- "Checkmarks" (2005)
- "Slow Down" (2005)
- "Classifieds" (2005)
- "The Phrase That Pays" (2006)
- "We've Got A Big Mess On Our Hands" (2007)
- "Neighbors" (2007)
- "Everything We Had" (2007)
- "Sleeping With Giants (Lifetime)" (2007)
- "Same Blood" (2007)
- "About a Girl" (2008)
- "Winter Passing" (2008)
- "Summer Hair = Forever Young" (2008)